# Поремба-Коцемби
Поремба-Коцемби (пол. Poręba-Kocęby) — село в Польщі, у гміні Браньщик Вишковського повіту Мазовецького воєводства.
Населення — 386 осіб (2011).
У 1975-1998 роках село належало до Остроленцького воєводства.

## Демографія
Демографічна структура станом на 31 березня 2011 року:
|          | Загалом | Допрацездатний вік | Працездатний вік | Постпрацездатний вік |
| -------- | ------- | ------------------ | ---------------- | -------------------- |
| Чоловіки | 198     | 35                 | 136              | 27                   |
| Жінки    | 188     | 38                 | 104              | 46                   |
| Разом    | 386     | 73                 | 240              | 73                   |